# Еміль Богінен
Еміль Богінен (норв. Emil Bohinen; нар. 12 березня 1999) — норвезький футболіст, центральний півзахисник італійського клубу «Дженоа».

## Клубна кар'єра
Богінен є вихованцем «Стабека». У 2017 році закінчив академію клубу і з того ж року став залучатись до тренувань з основною командою. 17 квітня 2017 дебютував в чемпіонаті Норвегії в поєдинку проти «Сарпсборга 08», вийшовши на поле на заміну на 90-ій хвилині замість Гуго Ветлесена.

## Збірна
Виступав за юнацькі збірні Норвегії. 2019 року з командою до 20 років поїхав на молодіжний чемпіонат світу у Польщі. Там провів один матч 30 травня 2019 року в рамках групового етапу проти збірної Гондурасу, а його команда виграла 12:0. Цей результат став найбільшою в історії перемогою для Норвегії і найбільшою поразкою для Гондурасу, а також став найбільшою перемогою будь-якої команди в історії турніру. Тим не менш ця перемога стала єдиною для норвежців і вони не вийшли з групи.
20 листопада 2018 року зіграв свій перший матч за молодіжну збірну Норвегії в матчі проти Туреччини (3:2).

## Особисте життя
Є сином колишнього півзахисника збірної Норвегії і учасника чемпіонату світу 1994 року Ларса Богінена.